# Eitel Frederico de Hohenzollern-Sigmaringen
Eitel Friedrich von Hohenzollern-Sigmaringen (Sigmaringen, 26 de setembro de 1582 – Bad Iburg, 19 de setembro de 1625) foi um cardeal católico-romano, Bispo de Osnabruque e membro da antiga nobreza da família Hohenzollern-Sigmaringen.

## Vida
Em 15 de dezembro de 1620, o Papa Gregório XV o criou Cardeal in pectore, ele foi proclamado publicamente Cardeal-presbítero de San Lorenzo em Panisperna em 11 de janeiro de 1621. Ele foi nomeado Príncipe-Bispo de Osnabrück em 28 de abril de 1623. Em 29 de outubro de 1623, ele escolheu se tornar padre e foi ordenado.
Ele nunca foi condecorado Eminência, pois isso só foi feito após sua morte em 1630.